# كارل أندرسن
كارل أندرسن (بالنرويجية البوكمول: Karl Andersen)‏ هو موسيقي وملحن نرويجي، ولد في 29 مارس 1903 في أوسلو في النرويج، وتوفي في 15 أغسطس 1970.